# Joaquín Amigo
Joaquín Amigo Aguado (Granada, ? – Ronda, Málaga, 27 de agosto de 1936) fue un escritor y profesor de filosofía español. Perteneció, por razones cronológicas y de vinculación personal, a la generación de 1927. Murió asesinado a comienzos de la guerra civil española, víctima de la represión republicana.

## Biografía
Vivió en Granada. Estudió Filosofía y fue discípulo de José Ortega y Gasset. Participó en la tertulia de "El Rinconcillo" que se reunía en el Café Alameda y fue amigo y confidente de Federico García Lorca y uno de los colaboradores y redactores de la revista granadina Gallo, impulsada por éste, publicación que aglutinó a los representantes más significativos del panorama literario del momento en sus dos únicos números, editados en febrero y abril de 1928. Presentó al joven poeta Luis Rosales a García Lorca. 
Católico y de ideología conservadora, el estallido de la guerra civil española le cogió en Ronda, donde desempeñaba la cátedra de Filosofía en su instituto. Murió asesinado por milicianos republicanos al ser lanzado por el Tajo de Ronda a finales de agosto del año 1936, apenas unos días después de la muerte de Lorca en Granada.
La escritora y profesora de la Universidad de Iowa Ana Merino, ha rescatado su figura en la novela titulada Amigo (Barcelona, Destino, 2022), escrita a partir del ofrecimiento del archivo personal del escritor por parte de su nieta.